# Giovanni Domenico Juras
Giovanni Domenico Juras (in croato: Ivan Dominik Juras; Arbe, 23 dicembre 1742 – Pola, 19 settembre 1802) è stato un vescovo cattolico dalmata, ultimo occupante della sede di Pola prima della sua unione con la diocesi di Parenzo.

## Biografia
Giovanni Domenico Juras nacque sull'isola di Arbe, allora parte della Repubblica di Venezia, nel dicembre 1742. Dedicatosi alla carriera ecclesiastica, fu ordinato sacerdote nel 1766, per poi completare i suoi studi in Italia, laureandosi in utroque iure presso l'università di Padova nel 1774. Nell'estate del 1778 fu nominato vescovo di Pola e ricevette la consacrazione episcopale a Roma dalle mani del cardinale Carlo Rezzonico, co-consacranti gli arcivescovi Giuseppe Maria Contesini e Carlo Camuzi.
Durante il suo episcopato entrò più volte in contrasto con le autorità veneziane: dapprima, il Senato della Serenissima tentò di limitare la libertà del vescovo nella scelta dei propri canonici e in generale nella gestione del capitolo diocesano, costringendo in più occasioni Juras a intentare causa per difendere i privilegi della diocesi e a recarsi di conseguenza a Venezia per partecipare alle udienze; poi, nel 1783, a seguito del trattato austro-veneziano volto ad armonizzare i confini delle diocesi con quelli tra i due Stati, si vide privare, senza che gli organi diocesani o persino la Santa Sede fossero consultati o avvisati, della giurisdizione sui due terzi della sua diocesi controllati dalla monarchia asburgica, territori nei quali gli fu anche proibito di recarsi da lì in avanti. Juras inviò al riguardo un lungo e dettagliato resoconto a Roma, lamentando anche la generale condizione di trascuratezza e miseria in cui versava la sua diocesi, ma senza ottenere alcun risultato. Per tentare di migliorare la situazione diocesana fece inoltre restaurare la cattedrale di Pola e il vicino palazzo vescovile, i cui lavori terminarono nel 1795.
Dopo la firma dei trattati di Leoben e Campoformio, che sancirono la cessione dei territori veneziani all'Austria nel 1797, Juras fece immediato atto di sottomissione all'imperatore Francesco II, dimostrandosi pronto a collaborare con le autorità asburgiche nella speranza di riottenere per Pola la parte di diocesi che le era stata sottratta, ma i suoi sforzi furono vani.
Morì a Pola il 19 settembre 1802 e fu seppellito nella cattedrale diocesana.

## Genealogia episcopale
La genealogia episcopale è:
- Cardinale Scipione Rebiba
- Cardinale Giulio Antonio Santori
- Cardinale Girolamo Bernerio, O.P.
- Arcivescovo Galeazzo Sanvitale
- Cardinale Ludovico Ludovisi
- Cardinale Luigi Caetani
- Cardinale Ulderico Carpegna
- Cardinale Paluzzo Paluzzi Altieri degli Albertoni
- Papa Benedetto XIII
- Papa Benedetto XIV
- Papa Clemente XIII
- Cardinale Giovanni Francesco Albani
- Cardinale Carlo Rezzonico
- Vescovo Giovanni Domenico Juras